# 安化県
安化県（あんか-けん）は中華人民共和国湖南省益陽市に位置する県。

## 地理
安化県は湖南省中部、資水中流域、雪峰山脈北側に位置する。県政府は資水北岸の東坪鎮に位置する。

## 歴史
安化県は古くは梅山と称され漢代以降は益陽県の管轄地とされていた。886年（光啓2年）、唐代に梅山峒蛮により邵州道の交通が遮断され中央王朝との交渉が断絶した。1072年（熙寧5年）、宋朝は梅山地区への行政権を回復、安化県が設置され現在に至る。

## 行政区画
- 鎮：東坪鎮、清塘鋪鎮、仙渓鎮、長塘鎮、小淹鎮、羊角塘鎮、冷市鎮、奎渓鎮、煙渓鎮、渠江鎮、平口鎮、柘渓鎮、楽安鎮、滔渓鎮、梅城鎮、大福鎮、馬路鎮、江南鎮、竜塘鎮
- 郷：高明郷、田荘郷、南金郷、古楼郷